# Pałac w Karzniczce
Pałac w Karzniczce – zabytkowy pałac we wsi Karzniczka.
Obiekt jest częścią zespołu pałacowego z XVIII w., przebudowanego w XIX w., w skład którego wchodzi jeszcze park. Nad głównym wejściem i drzwiami balkonowymi znajduje się kartusz z herbem Putkamerów umieszczony we frontonie.

Herb Putkamerów